# 판타지 스타 노바
판타지 스타 노바(ファンタシースター ノヴァ, Phantasy Star Nova)는 트라이에이스가 판타지 스타 게임 시리즈의 후속작으로 개발한 플레이스테이션 비타용 비디오 게임이다. 2014년 11월 27일 일본에서 출시되었으며, 중국어 버전은 2015년 3월 26일 아시아 전역에 출시되었다.

## 게임플레이
이 게임은 멀티플레이어와 호환되며 최대 4명의 플레이어가 로컬 임시 WiFi 플레이를 통해 서로 협력하여 동시에 플레이할 수 있다. 플레이어는 거대한 괴물과 싸울 수 있다. 의상이 손상될 수 있으며, 찢어지거나 떨어져 나가는 흔적이 보일 수 있다. 판타지 스타 온라인 2의 특정 적들이 게임에 다시 등장한다. 특정 플롯 메커니즘으로 인해 시리즈 이전 게임의 포톤 아츠(Photon Arts) 및 테크닉스(Technics)를 사용할 수 없다. 싱글 플레이어 스토리는 개별 미션을 통해 진행되며, 더 많은 미션을 완료할수록 스토리가 확장된다. 플레이어는 판타지 스타 온라인 2에서 사용된 것과 동일한 캐릭터 생성 메커니즘을 사용하여 플레이 가능한 캐릭터의 이름과 외모를 완전히 사용자 정의할 수 있다.